# ميخائيل غيرا
ميخائيل غيرا (بالإنجليزية: Michael Guerra)‏ هو موسيقي أمريكي، ولد في 9 سبتمبر 1981 في لوس أنجلوس في الولايات المتحدة.

## وصلات خارجية
- ميخائيل غيرا على موقع IMDb (الإنجليزية)
- ميخائيل غيرا على موقع ميوزك برينز (الإنجليزية)

- الموقع الرسمي